# Cattedrale di San Carlo Borromeo (Monterey)
La cattedrale di San Carlo Borromeo (in inglese: Cathedral of San Carlos Borromeo) è una cattedrale cattolica situata a Monterey, in California, Stati Uniti d'America. È cattedrale della diocesi di Monterey.

## Storia
La chiesa è stata fondata dal francescano Junípero Serra come cappella della missione di San Carlo Borromeo del Carmelo il 3 giugno del 1770. Quando poco più tardi la missione è stata spostata, l'edificio in mattoni d'argilla esistente fu ribattezzato come cappella di San José per il Presidio di Monterey. La chiesa originaria insieme ad altri edifici fu distrutta da un incendio nel 1789 e venne sostituito dall'attuale struttura in arenaria costruita tra il 1791 e il 1795. Nel 1840 la cappella fu riconsacrata a San Carlo Borromeo.
Nel 1849 la cappella venne elevata a procattedrale della diocesi di Monterey dal vescovo Joseph Alemany. Il suo successore Taddeo Amat y Brusi trasferì la cattedrale presso la Missione di Santa Barbara, per essere più vicino alla popolazione di Los Angeles.
Nel 1960 la cappella è stata inserita nel Registro Nazionale dei luoghi storici come "monumento storico nazionale" dal National Park Service. La cappella divenne nuovamente cattedrale della diocesi di Monterey quando le diocesi di Monterey-Fresno venne divisa nel 1967 per formare la diocesi di Monterey e la diocesi di Fresno. La cattedrale è uno dei due edifici più antichi che servono come cattedrale negli Stati Uniti insieme alla cattedrale di San Luigi, a New Orleans, costruita nel 1794.